# ДООС
ДООС — литературная группа современных русских поэтов авангардной направленности.

## История
ДООС — аббревиатура из одноименного стихотворения поэта Константина Кедрова, написанного в 1984 г. (и опубликованного в 1989 г. в журнале «Советская литература» в номере, посвящённом Митькам и ДООСу). ДООС расшифровывается как «Добровольное общество охраны стрекоз». Филолог и литературовед А. В. Иванов писал:
Эпатажное, подчеркнуто нелитературное название этой группы обыгрывает узнаваемые советские аббревиатуры и восходит, вероятно, к энтомологической проблематике стихов обэриутов.
Девиз общества взят из басни И. А. Крылова «Стрекоза и муравей»: «Ты всё пела? Это — дело», — мораль которой переосмыслена: пение — это дело поэта.
По утверждению Кедрова, будущий ДООС фактически существовал как группа с 1976 г., когда Константин Кедров, Елена Кацюба, Александр Чернов, Алексей Парщиков и его жена Ольга Свиблова в Симеизе и Коктебеле провозгласили образование нового творческого содружества, тогда еще не имевшего названия. В одном из интервью, однако, Кедров называет первыми участниками ДООСа себя, Елену Кацюба и Людмилу Ходынскую.
Образ пульсирующей стрекозиной стаи поэтов дал идею названия, принятого в 1984 году, и этот год стал годом основания группы. По отзыву самих доосовцев, ДООС никогда не являлся организацией с уставом и правилами, его участники всегда пользовались полной свободой мнений. Их объединяли прежде всего игровое начало, нестандартность мышления, и поиск новых выразительных средств в искусстве. В 1994 в телепередаче студии «Лад» «Другой голос» Елена Кацюба пояснила сущность ДООСа таким образом: «ДООСа как организации не существует, но в поэзии так устроено, что часто то, что есть, того нет. А то, чего нет, есть».
30-летие ДООСа отмечалось в московском ПЕН-клубе в 2014 году. В том же году было организовано Издательство ДООС. Генеральный директор и главный редактор издательства ДООС Маргарита Аль объявила о публикации серии книг «ДООС-ПОЭЗИЯ», в которой уже вышли книги Константина Кедрова, Елены Кацюбы, Маргариты Аль, Кирилла Ковальджи, Сергея Бирюкова, Алины Витухновской, Александра Чернова, Анатолия Кудрявицкого, Лоренса Блинова, Семена Гурария и, судя по информации на странице издательства на Фэйсбук, готовится к изданию сборник Татьяны Зоммер.
В 2015 году группа ДООС отметила 20-летие «Журнала ПОэтов». По этому случаю издательством ДООС была выпущена в свет Антология «Журнала ПОэтов», том 2. В 2015 году 16 октября ООО ДООС в лице Маргариты Аль выступило учредителем «Журнала ПОэтов ДООС» (Регистрационное свидетельство ПИ№ФС77-63346 от 16 октября 2015 г.), который заменил основанный в 1995 году «Журнал ПОэтов».
В 2016 году издательство ДООС Маргариты Аль выпустило Антологию ПО том № 3 и Антологию ПО том № 4.

## Участники
Состав ДООСа как творческого сообщества с годами менялся. В 1995 году группу покинула Людмила Ходынская, хотя, по отзыву Генриха Сапгира в антологии «Самиздат века» (1997), она продолжала «читать в Европе лекции о новой русской литературе, в которых немалое место занимает ДООС и метаметафора». В 1999 г. поэты Андрей Вознесенский, Генрих Сапгир, Игорь Холин и Вадим Рабинович, бывшие долгие годы близкими друзьями ДООСа, пожелали официально вступить в ДООС, и были приняты в его состав. Их стихи вошли в вышедший вскоре сборник «Новые ДООССкие». В том же году в ДООС вступили поэты Александр Ткаченко и Анна Альчук; в 2000 г. — поэты Сергей Бирюков, Вилли Мельников и прозаик Борис Рахманин. В 2004 году ряды ДООСа пополнили поэты Алина Витухновская, Александр Бубнов и Маргарита Аль, а также поэт и художник Герман Виноградов и прозаик и эссеист Валерия Нарбикова. Музыкант и поэт Алексей Хвостенко в том же году принял титул «Друг ДООСа»; по утверждению Кедрова, Хвостенко говорил, что «из всего, что делается сейчас в поэзии, мне ближе всего ДООС». В 2009 году в ДООС вступили поэты Кирилл Ковальджи, Лидия Григорьева, [Моцар, Александр], Виктор Клыков и Анатолий Кудрявицкий, в 2013 г. Вера Сажина, в 2014 г. Света Литвак, в 2015 г. Александр Карпенко, в 2023 г. Владимир Порядочнов, Екатерина Володина и Александр Зименков.

## Поэтика
В группу в разные годы входили авангардные поэты разных направлений, в том числе метаметафористы Константин Кедров, Елена Кацюба, Александр Чернов, Маргарита Аль, поэты Лианозовской группы Генрих Сапгир и Игорь Холин, нео-футуристы Сергей Бирюков и Анна Альчук. Для поэтики собственно ДООСа как поэтической школы характерны метаметафора, иероглифичность, палиндронавтика, то есть широкое использование визуальных текстов, палиндромов и палиндромности, «музыкальное расширение», то есть обогащение поэтики приемами композиторского музыкального искусства, а также «звездное эсперанто» (термин голландского слависта В. Вестстейна, отражающий космичность поэтического языка).